# Kundert
Kundert ist eine Ortsgemeinde im Westerwaldkreis in Rheinland-Pfalz. Sie gehört der Verbandsgemeinde Hachenburg an.

## Geographische Lage
Die Gemeinde liegt im Westerwald zwischen Limburg an der Lahn und Siegen, im Natur- und Landschaftsschutzgebiet Kroppacher Schweiz. Nördlich des Ortes liegt die Kreisgrenze zum Landkreis Altenkirchen (Westerwald), im Osten Malberg, im Süden Limbach, im Südwesten Heimborn und im Nordwesten Mörsbach.

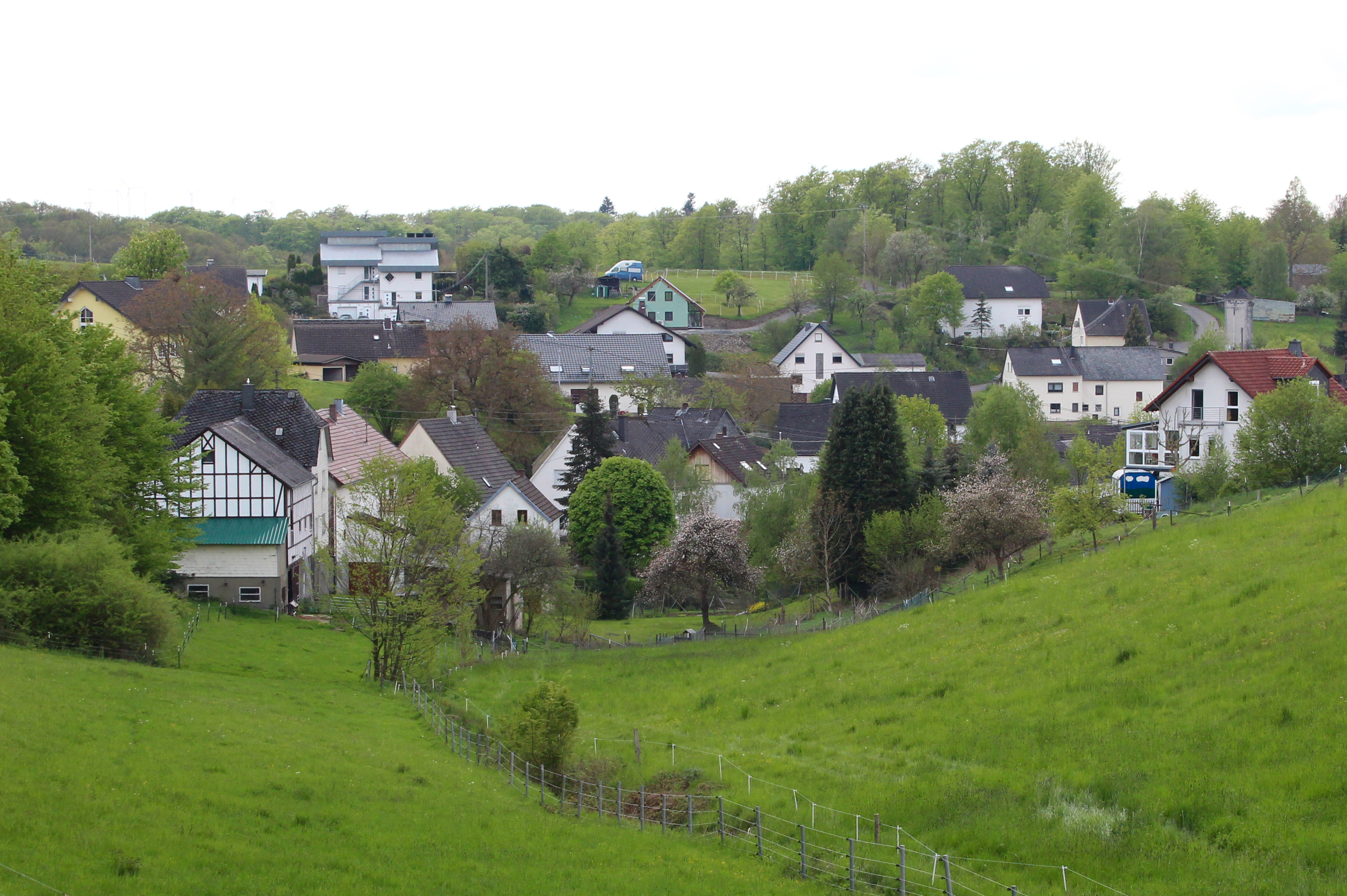
Kundert/Westerwald

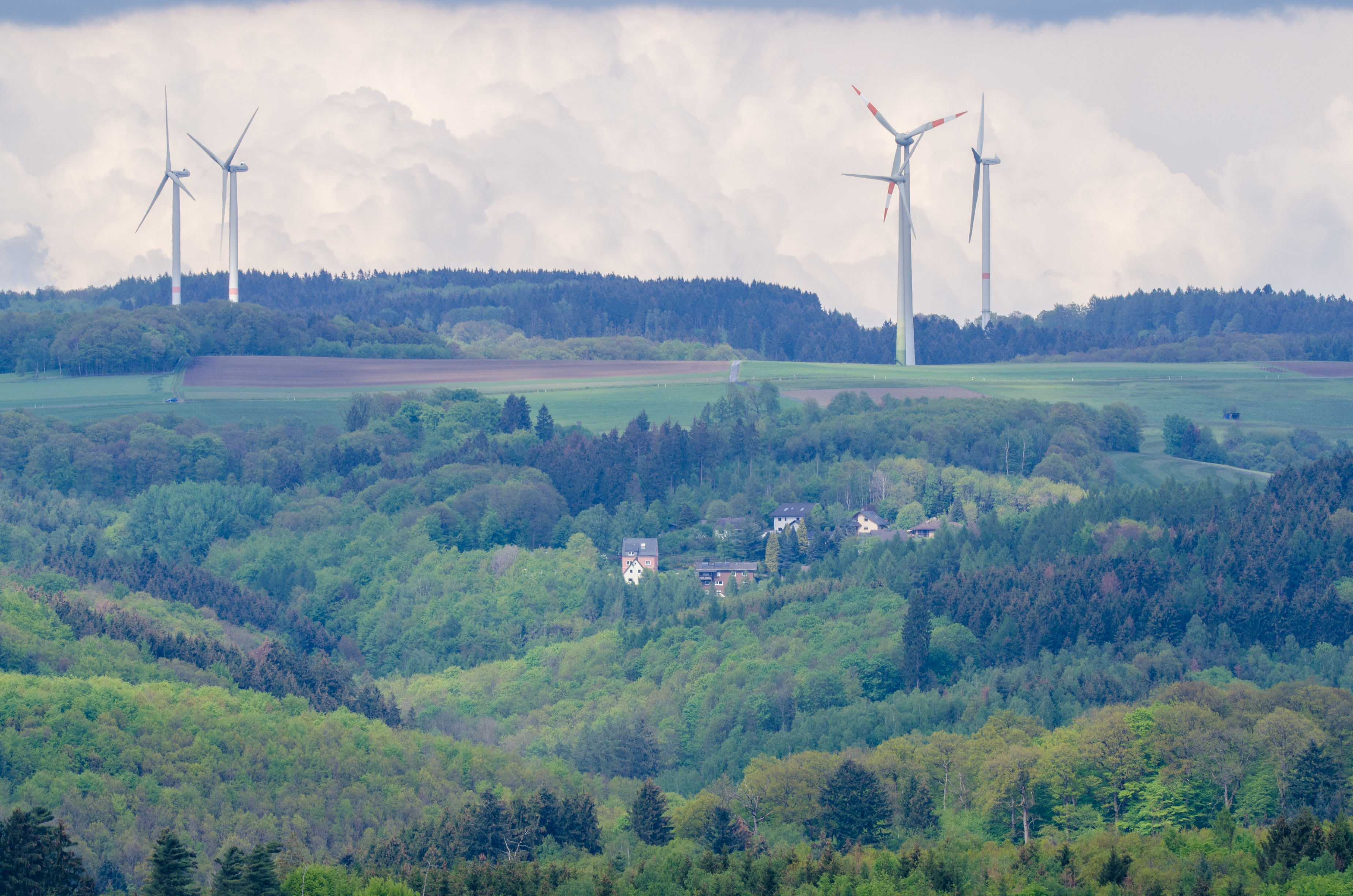
Kundert/Westerwald

## Geschichte
Der Ort wird erstmals 1346 mit Namen Kunderoed erwähnt und erst später wird der Name Kundert genannt. Am nordöstlichen Ortsrand befand sich im Mittelalter der Ort Hetzenhausen, der inzwischen eine Wüstung ist. Überliefert ist die Lage der Wüstung in den Flurnamen „In der Hetten“ (Hütten) und „Hette“ Nördlich der Gemeinde befindet sich ein historischer Grenzstein mit der Bezeichnung SH (für die Sayn-Hachenburg) und auf der anderen Seite SA (für die Sayn-Altenkirchen). Er wurde nach 1671 als Grenzmarkierung zwischen diesen beiden Herrschaftsbereichen errichtet. Ein Kilometer nordöstlich liegt der sogenannte „Schwedengraben“ an der Straße nach Steinebach. Der Ursprung der Landwehr ist unbekannt.
Das Dorf Kundert gehörte zum Kirchspiel Kroppach und bis Mitte des 17. Jahrhunderts landesherrlich zur Grafschaft Sayn. Die Einwohner wurden nach der Einführung der Reformation in der Grafschaft Sayn erst lutherisch und später reformiert. Nach der Landesteilung der Grafschaft Sayn im 17. Jahrhundert zählte Kundert zur Grafschaft Sayn-Hachenburg.
1799 ging die Grafschaft auf dem Erbweg an die Fürsten von Nassau-Weilburg. Im Zusammenhang mit der Bildung des Rheinbundes kam die Region und damit auch Kundert 1806 an das neu errichtete Herzogtum Nassau. Unter der nassauischen Verwaltung war Kundert dem Amt Hachenburg zugeordnet. Nach der Annexion des Herzogtums Nassau kam der Ort 1866 an das Königreich Preußen und gehörte von 1868 an zur Provinz Hessen-Nassau und zum Oberwesterwaldkreis. Seit 1946 ist Kundert Teil des Landes Rheinland-Pfalz.
Der in angrenzenden Gemeinden betriebene Erzabbau wurde auch in Kundert verfolgt, jedoch nur mit mäßigem Erfolg. Die ehemalige Grube Steinchen erwies sich, trotz mehrmaligen Anläufen, als unrentabel und wurde dudaher nicht weiter ausgebaut. Überreste der Grube findet man noch im Bereich der „Erscherbach“.
Früher war Kundert ein landwirtschaftlich orientiertes Dorf, heute ist die Ortschaft mehr eine Wohngemeinde.
Kultur- und Naturdenkmäler
→ siehe Liste der Kulturdenkmäler in Kundert und Liste der Naturdenkmale in Kundert
Bevölkerungsentwicklung
Die Entwicklung der Einwohnerzahl von Kundert, die Werte von 1871 bis 1987 beruhen auf Volkszählungen:
| Jahr | Einwohner       |
| ---- | --------------- |
| 1579 | 12 Häuser       |
| 1624 | 14 Feuerstätten |
| 1714 | 26 Mann         |
| 1760 | 118             |
| 1815 | 133             |
| 1835 | 165             |
| 1871 | 156             |
| 1905 | 210             |
| 1939 | 268             |

| Jahr | Einwohner |
| ---- | --------- |
| 1950 | 250       |
| 1961 | 265       |
| 1970 | 299       |
| 1987 | 273       |
| 1997 | 272       |
| 2005 | 278       |
| 2011 | 276       |
| 2017 | 248       |

## Politik

### Bürgermeister
Ortsbürgermeister Burkhard Schneider wurde bei der Direktwahl am 26. Mai 2019 mit einem Stimmenanteil von 90,40 % für weitere fünf Jahre in seinem Amt bestätigt. Er wurde im Juni 2024 wiedergewählt.

### Wappen
| Wappen von Kundert | Blasonierung: „Durch einen silber-blau geteilten Wellenbalken geteilt von Blau und Silber. Oben links und rechts je zwei silberne Ähren schräggekreuzt, unten ein blauer Hammer und eine blaue Rodungshacke schräggekreuzt.“ |
| Wappen von Kundert | |

### Landtagswahlen
Kundert gilt als eine Hochburg der SPD. Mehrfach wurde über den Ort bundesweit berichtet. Hendrik Hering erhielt bei den Landtagswahlen im März 2016 in Kundert fast 80 Prozent der Erststimmen.

## Wirtschaft und Infrastruktur

### Verkehr
Südlich des Ortes verläuft die B 414 die von Hohenroth nach Hachenburg führt. Die nächsten Autobahnanschlussstellen sind in Freudenberg, Siegen, Wilnsdorf oder Herborn an der A 45 Dortmund–Gießen. Der nächstgelegene ICE-Halt ist der Bahnhof Montabaur an der Schnellfahrstrecke Köln–Rhein/Main.

### Öffentliche Einrichtungen
Die Gemeinde verfügt über einen öffentlichen Bolz- und Spielplatz, ein ausgebautes Wanderwegenetz, eine eigene Grillhütte und zwei Fachwerkhäuser der Kinderkrebshilfe Unnau. Auch gibt es in Kundert ein Gemeindebackhaus mit durchgängiger Backtradition. Außerdem gibt es einen Gemischten Chor, der wesentlich zum Gemeindeleben beiträgt. Des Weiteren findet sich in Kundert eine regionaltypische Hauberggenossenschaft, die man auf die bergmännische Tradition des Umlands zurückführen kann. Noch heute wird der Hauberg von den Mitgliedern eigenverantwortlich bewirtschaftet.